# Xanthorhoe putridaria
Xanthorhoe putridaria är en fjärilsart som beskrevs av Herrich-Schäffer 1851. Xanthorhoe putridaria ingår i släktet Xanthorhoe och familjen mätare. Inga underarter finns listade i Catalogue of Life.